# Giorgio Cattaneo (pattinatore)
Giorgio Cattaneo (Limbiate, 21 febbraio 1923 – Sanremo, 17 febbraio 1998) è stato un pattinatore di velocità su ghiaccio italiano.

## Biografia
Nato nel 1923, a 24 anni partecipò ai Giochi olimpici di Sankt Moritz 1948 nelle gare dei 500 e 1500 m, piazzandosi rispettivamente al 36º posto in 47"2 e al 34º in 2'30"5.